# El noveno mandamiento
El noveno mandamiento é uma telenovela mexicana produzida por Lucero Suárez para a Televisa e exibida pelo El Canal de las Estrellas entre 15 de janeiro e 4 de maio de 2001.
Foi protagonizada na primeira etapa por Daniela Castro e Armando Araiza com atuação antagônica de Chantal Andere. Na segunda etapa é protagonizada por Daniela Castro, Francisco Gattorno e Alejandro Ibarra, com atuações antagônicas de Ana Patrícia Rojo, Alberto Estrella e os primeiros atores Salvador Sánchez e Alma Muriel. 
Contou com as atuações estelares de Juan Carlos Serrán, Arlette Pacheco, Arsenio Campos e da primeira atriz Martha Roth. 
Foi reprisada pelo TLNovelas entre 10 de dezembro de 2012 e 29 de março de 2013, substituindo El privilegio de amar e sendo substituída por En nombre del amor. 

## Sinopse
A historia começa em um pequeno povo de Veracruz, no qual vive Isabel, quem desde o momento em que morreram seus pais tem sido manipulada por sua irmã Clara. O prometido de Isabel é Leandro, a pessoa que desperta uma enorme paixão em Clara.
Clara tenta convencer a Leandro para que não se case com Isabel. Ela está em total confabulação e conspiração com seu inseparável servente Andrés.Em um certo dia, aproveitando a oportunidade de que Leandro está bêbado, ela toma o lugar de sua irmã, porque Leandro não percibe nem distingue a diferença. É um cruel e forte golpe para Isabel encontrar sua irmã junto a ele. Logo a raíz de seu padecimiento, cai em uma severa crise diabética, pensa que morrerá logo e pede a Leandro que se case com Clara, pois ela disse estar grávida. Leandro é enormemente infeliz ao lado de Clara.
Posteriormente, Leandro e Isabel se dão conta do engano e da armadilha. Em uma circunstância de amor extraordinario, Isabel se entrega a Leandro. Logo mais, por causa de uma discussão com Andrés. Leandro perde a memória. Esta situação é muito angustiante para Isabel, por isso toma a decisão de fugir à Cidade do México, onde descobre que está grávida.
Isabel dá a luz a uma formosa menina, a quem põe o nome  Ana. Mas o destino as separa muito rápido, pois ocorre um trágico acidente, deixando a menina orfã. Ela não é reconhecida por Clara como sobrinha, e seu pai Leandro, como a mesma nunca se interam do segredo dos laços de sangue que os unem.
Vinte anos mais tarde Ana, filha de Isabel e Leandro, convertida em uma formosa e encantadora dama, muito parecida a sua mãe chega à finca de Clara sem saber quem são seus verdadeiros pais. Ana conhece a Fabiola, a filha de Andrés e adotada por Clara. Também conhece a Rodrigo e Bruno Betancourt, herdeiros das melhores fazendas desse território. Eles ficaram a cargo de sua avó paterna Dona Eugenia D`Anjou Vda. de Betancourt, uma mulher de alta classe, distinta, mas preconceituosa e por isso não permite que seus netos mantenham relações com Ana, crendo que ela é uma aproveitadora como a fez crer Clara durante todo esse tempo. 
Finalmente a historia se repete, pois antes eram duas irmãs e um amor. Agora dois irmãos desejam a mesma mulher. Ana e Fabiola se apaixonam por Rodrigo e assim se cria um triângulo amoroso, faltando ao Nono Mandamento: Não desejarás a mulher de teu próximo.

## Elenco
- Daniela Castro - Isabel Durán / Ana Villanueva Durán.
- Francisco Gattorno - Rodrigo Betancourt.
- Armando Araiza/ Juan Carlos Serrán - Leandro Villanueva.
- Alma Muriel/Chantal Andere - Clara Durán de Villanueva.
- Ana Patricia Rojo - Fabiola Durán Del Valle.
- Alejandro Ibarra - Bruno Betancourt.
- Salvador Sánchez - Andrés Roldán Martínez.
- Martha Roth - Doña Eugenia D`Anjou Vda. de Betancourt.
- Arlette Pacheco - Alicia Jiménez.
- Alberto Estrella - Felipe Ruiz.
- Ernesto Godoy/Arsenio Campos - Ramiro González.
- Héctor Sáez - Padre Juan Molina.
- Lupita Lara - Elena de Villanueva.
- Silvia Lomelí - Gabriela Treviño.
- Roberto Miquel - Jorge Lozano Castro.
- Marcia Coutiño - Sofía Gómez.
- Alejandro Ruiz - Diego Gascón.
- Hilda Aguirre - María de Treviño.
- Octavio Galindo - Vicente Treviño.
- Zulema Cruz - Carmen Juárez de Roldán.
- Yurem Rojas - Enrique Lozano "El Ratón".
- Claudia Elisa Aguilar - Sabina vda. de Pérez.
- Radamés de Jesús - Ramón Pérez.
- Lidia Jiménez - Eufrasia.
- Polly - Zulema.
- Juan Imperio - Mariano.
- Graciela Bernardos - Lola.
- Eduardo Cáceres - Bernardo Lozano.
- Arturo Paulet - Onésimo.
- Ulises Pliego - Pablo.
- Gustavo Negrete - Álvaro Villanueva.
- Luis Reynoso - Óscar.
- Bárbara Gómez - Tomasa.
- Maripaz García - Margarita.
- Martín Rojas - Juancho.
- Liza Burton - Salomé.
- Jorge Capin - Efrén González.
- Ricardo Vera - Víctor.
- Jana Raluy - Lola.
- Fernando Morín - David Betancourt D`Anjou.
- Guadalupe Bolaños - Luisa de Betancourt.
- María Montejo - Doña Rosario.
- Stefy Ebergenyl - Anita.
- Geraldine Galván - Fabiolita.
- Jorge Trejo - Brunito.
- Landa Solares - Rodriguito.

## Audiência
Obteve uma média geral de 20.5 (20) pontos.